# Viśvāmitra

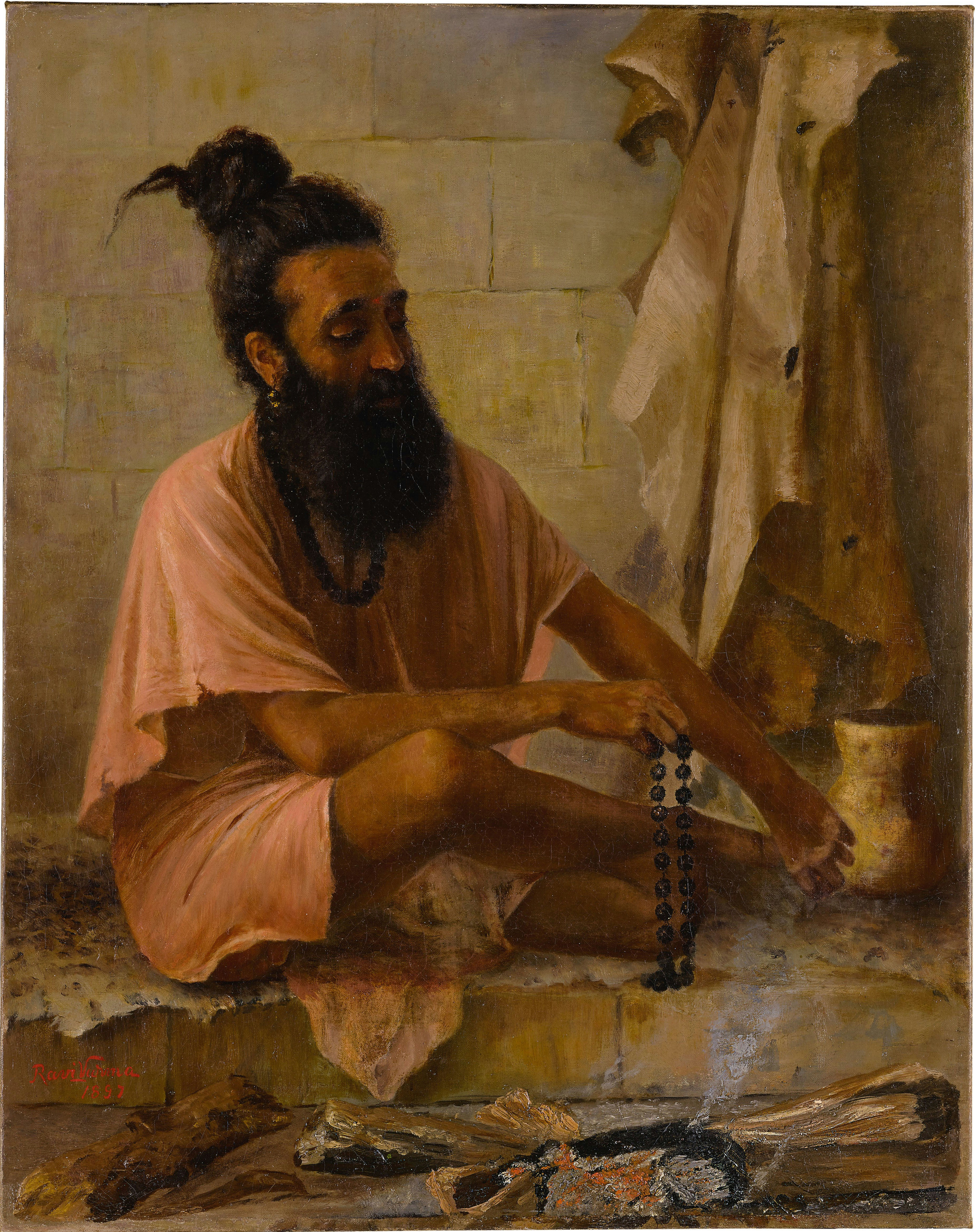
Vishvamitra dipinto da Raja Ravi Varma.

Viśvāmitra (devanagari: विश्वामित्र, IAST: Viśvā-mitra) è uno dei più importanti rishi (saggi) della mitologia induista. È considerato l'autore del terzo mandala del Rigveda, uno dei testi sacri della mitologia induista. Secondo i Purana, solo 24 saggi furono in grado di comprendere appieno il significato del Gayatri Mantra, e Viśvāmitra fu uno di questi.

## Mitologia
Viśvāmitra nacque in una famiglia di kshatriya, appartenente alla dinastia lunare, nella famiglia reale di Kanyakubja (odierna Kannauj), ma in seguito rinunciò al suo status e al suo regno per divenire un bramino.
La storia di Viśvāmitra è narrata soprattutto nel Ramayana di Valmiki e nei Purana. Fu il precettore di numerosi re dell'antica India, tra cui Rama. I testi narrano anche di una sua accesa rivalità con un altro grande saggio, Vasishtha.
Ebbe molte mogli e numerosi figli. Tra le sue mogli la più celebre fu Menaka, un'apsara, ovvero uno spirito delle nuvole, che gli diede la figlia Shakuntala, a sua volta madre dell'imperatore Bharata.